# Hawker Typhoon
Hawker Typhoon – brytyjski projektowany jako samolot myśliwski, praktycznie używany jako samolot myśliwsko-bombowy. Zaprojektowany i zbudowany w 1940 roku w wytwórni Hawker Aircraft.

## Historia

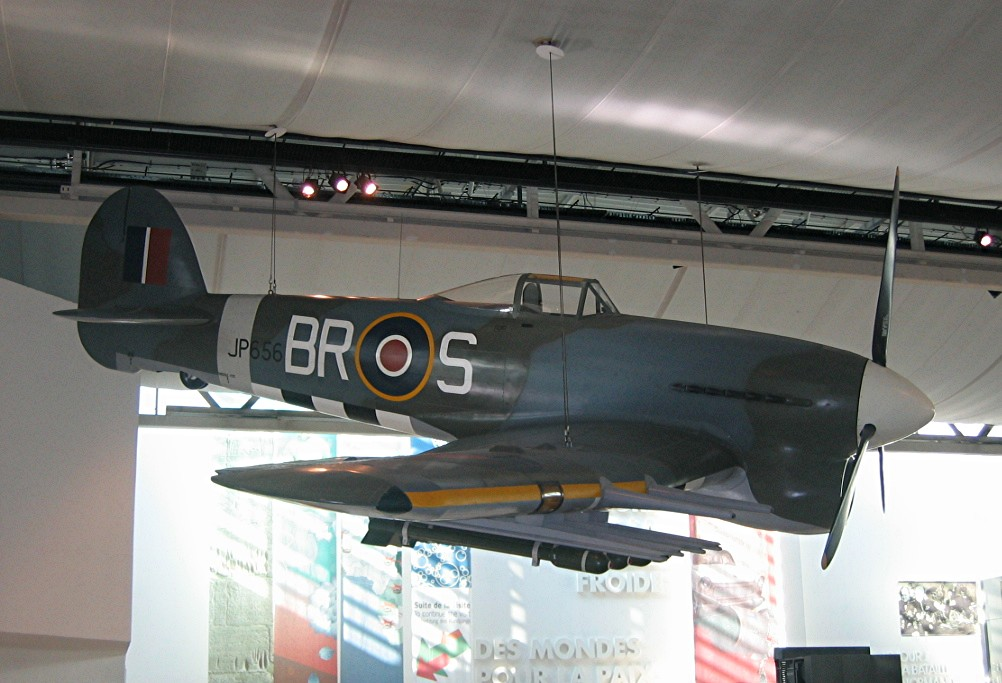
Samolot Hawker Typhoon w muzeum w Caen w barwach 184 Dywizjonu RAF

W drugiej połowie lat trzydziestych w Wielkiej Brytanii przystąpiono do projektowania i budowy nowoczesnych, szybkich samolotów myśliwskich o silnym uzbrojeniu. Powstały wówczas samoloty Hawker Hurricane i Supermarine Spitfire. W 1937 roku Ministerstwo Lotnicze (Air Ministry) wydało specyfikację F.18/37. Specyfikacja dotyczyła powstania silnie  uzbrojonego myśliwca przechwytującego przeznaczonego do niszczenia ciężkich samolotów myśliwskich dalekiego zasięgu eskortujących bombowce. Wymagano uzbrojenia złożonego albo z 12 km kal. 7,7 mm albo 4 działek 20 mm. Ponieważ konstruktor wytwórni Hawker Aircraft Limited inż. Sydney Camm, twórca samolotu Hawker Hurricane, w tym czasie pracował już nad nowymi projektami samolotów, które odpowiadały tym wymaganiom, mógł szybko przedstawić nowe projekty. Były to jednosilnikowe dolnopłaty o konstrukcji półskorupowej, całkowicie metalowej, z wciąganym podwoziem. Wyglądem przypominały samolot Hawker Hurricane, ponieważ miały bardzo zbliżoną do niego konstrukcję. Cały przód kadłuba zajmował silnik, za nim znajdowała się zamknięta kabina pilota, w skrzydłach mieściły się zbiorniki paliwa i uzbrojenie strzeleckie: karabiny maszynowe lub działka. Były to dwa projekty: Typ R i Typ H. Ministerstwo Lotnicze zamówiło wstępnie po jednym prototypie obu konstrukcji.
Typ R miał być napędzany silnikiem Rolls-Royce o nazwie Vulture. Był to silnik rzędowy, 24-cylindrowy w układzie litery „X”, jego moc wynosiła 1760 KM (1295 kW). Prototyp samolotu oznaczono jako Hawker Tornado. Samolot został oblatany w dniu 6 października 1939 roku. Mimo że nie do końca znano osiągi i właściwości samolotów, Ministerstwo Lotnicze zamówiło od razu 1000 sztuk, 500 Tornado i 250 Typhoona (Typ H) i następnych 250 tego modelu, który okaże się lepszy. Silnik Vulture jednak był niedopracowany i prototyp nie osiągnął założonej prędkości ponad 644 km/h. Ponieważ silnik Rolls-Royce Vulture nie został wprowadzony do produkcji seryjnej, również samolot Hawker Tornado pozostał tylko w fazie prototypu. Samolot ten potem wyposażono w silnik gwiazdowy Bristol Centaurus, i oblatano 23 października 1941 roku. Samolot w testach okazał się lepszy i od Tornado z silnikiem Vulture i od Typhoona. Z uwagi jednak na sprzeciw Ministerstwa Lotniczego, które nie chciało aby rozwój konstrukcji szedł w zbyt wielu kierunkach, projektu tego dalej nie rozwijano.
Drugi projekt oznaczono jako Typ H, napęd w tym wypadku miał stanowić silnik Napier Sabre I – rzędowy 24-cylindrowy w układzie litery „H”. Silnik ten miał rozrząd Knighta dzięki czemu uzyskano silnik bardzo zwarty w zakresie rozmiarów zewnętrznych. Tak zbudowany prototyp otrzymał nazwę Hawker Typhoon i został oblatany 24 lutego 1940 roku. Samolot był zewnętrznie bardzo podobny do Tornado, różnił się tylko kształtem rur wydechowych silnika. Podczas prób w locie głównym problemem okazały się drgania całej konstrukcji samolotu, a szczególnie flatter usterzenia poziomego. Dużą rolę w usunięciu tych drgań odegrał polski inżynier, konstruktor lotniczy inż. Władysław Fiszdon. Pomimo problemów samolot skierowano do produkcji, pierwsze egzemplarze były gotowe w maju 1941 roku a do jednostek trafiły w sierpniu tego roku. Samolot ten jako pierwszy brytyjski samolot myśliwski przekroczył prędkość 600 km/h. 

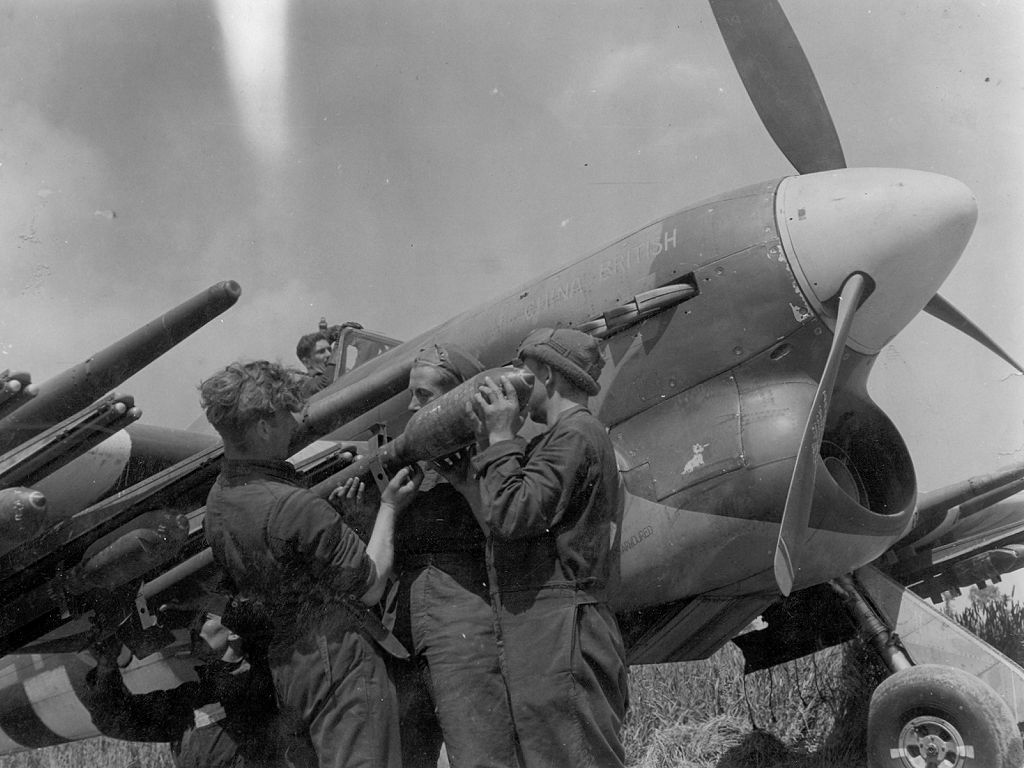
Hawker Typhoon podczas przygotowań do ataku na niemieckie lotnisko we Francji podczas Operacji Overlord, lipiec 1944 r.

Do produkcji seryjnej przystąpiły dwie brytyjskie wytwórnie: Gloster Aircraft Company (pierwszy seryjny samolot oblatano w dniu 27 maja 1941 roku) i Hawker Aircraft Limited (pierwszy samolot seryjny oblatano 16 listopada 1941 roku). 
Samolot produkowano w dwóch odmianach: najpierw Hawker Typhoon F Mk IA – uzbrojonej w 12 karabinów maszynowych Colt-Browning kal. 7,69 mm rozmieszczonych po 6 na każdym skrzydle, zbudowano jej 105 sztuk. Potem produkowano wersję Hawker Typhoon F Mk IB – uzbrojoną w 4 działka Hispano-Suiza kal. 20 mm. Uzbrojenie w 4 działka przetestowano na drugim prototypie. Ponieważ działka te pierwotnie przeznaczone były do montażu za silnikiem, tak aby dość długa lufa wychodziła przez piastę śmigła silnika, w Typhoonach lufy działek charakterystycznie wystawały dość daleko przed przednią krawędź skrzydła. 
Podczas lotów w jednostkach RAF okazało się, że samolot ma bardzo mocną konstrukcję i jest dość szybki na małych wysokościach, ale ma słabe wznoszenie i spadające osiągi na większych wysokościach. Ponadto widoczność z kabiny była zła, stery były dość ciężkie i przede wszystkim silnik pracował bardzo niestabilnie. Do kabiny pilota przedostawały się spaliny, więc piloci musieli cały czas latać w maskach tlenowych, a ogon samolotu wykazywał tendencję do opadania. W sumie na 142 pierwsze wyprodukowane samoloty tylko 7 nie miało jakichś awarii. 
Spowodowało to, że Ministerstwo Lotnicze chciało zrezygnować z tego samolotu. Uratowało go tylko to, że pod koniec 1941 roku rozpoczęły się niespodziewane ataki bombowe niemieckich samolotów Focke-Wulf Fw 190 na brytyjskie instalacje wojskowe, a Typhoon okazał się jedyną maszyną zdolną zwalczać Focke-Wulfy lecące na małej wysokości. Ponadto w 1942 roku, w praktyce okazało się, że dzięki mocnej konstrukcji, silnemu uzbrojeniu i silnikowi, jest on doskonałą maszyną myśliwsko-bombową na małych wysokościach. Wyposażone więc je w dodatkowe podwieszane zbiorniki paliwa, zaczepy do podwieszania 2 bomb o masie do 454 kg oraz zaczepy dla 8 niekierowanych rakiet. Samoloty te przeniesiono do 2 Tactical Air Force RAF i wykorzystywano z doskonałym skutkiem do ataków na cele naziemne (wsparcie wojsk lądowych). Ponieważ Typhoon z powodu kształtu skrzydeł sylwetką niewiele różnił się od  Fw 190 i zdarzały się przypadki ostrzelania go przez własne wojska, zaczęto malować na nim czarno-białe pasy, później szeroko zastosowane podczas lądowania w Normandii.
Jedną zasadniczą zmianą w trakcie produkcji było usunięcie drzwi wejściowych jak w samochodzie i zastosowanie odsuwanej kroplowej osłony, co radykalnie poprawiło widoczność z kabiny pilota. Ponadto dokonywano drobniejszych zmian. Wydłużono rury wydechowe aby ograniczyć dostawanie się spalin do kabiny pilota. Zmieniono śmigło de Havilland z 3- na 4-łopatowe. Zmieniono maszt anteny radiowej, wzmocniono opancerzenie kabiny pilota, zmieniono system podawania amunicji do działek aby usunąć problem z zacięciami oraz zmieniono mechanizm celowniczy do zrzutu bomb i odpalania rakiet.
Zmianie ulegał też silnik. Początkowo stosowano do napędu Sabre IIA o mocy 1,625 kW (2,180 KM), potem Sabre IIB- 1,640 kW (2,200 KM) oraz Sabre IIC o mocy 1,685 kW (2,260 KM) - wszystkie wersje z rozrządem Knighta i dwubiegową sprężarką. Wiązało się to też ze wzrostem stabilności pracy silnika, ale nigdy nie był on tak pewny i stabilny w działaniu jak np. Rolls-Royce Merlin. 

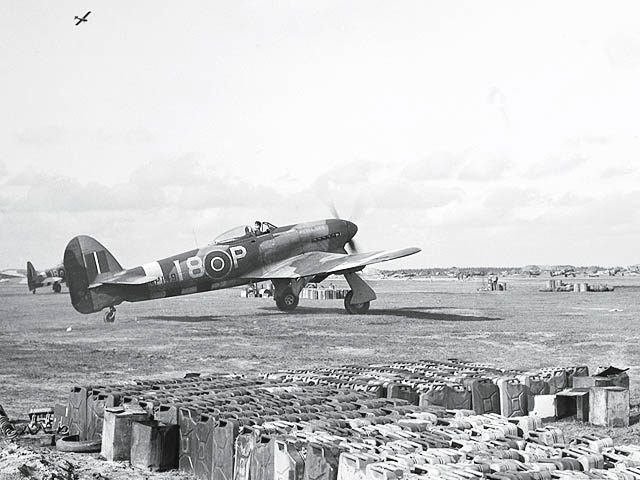
Późny model Typhoona należącego do 440 Dywizjonu RCAF na lotnisku

W 1943 roku zbudowano trzy nowe wersje samolotu: Hawker Typhoon F Mk IB – przystosowaną do lotów w strefie tropikalnej, Hawker Typhoon NF Mk IB – wyposażoną w radar AI Mk IV i przystosowaną do działań w nocy i Hawker Typhoon FR Mk IB – odmiana rozpoznawcza wyposażona w kamerę fotograficzną. Wersje te nie były jednak produkowane seryjnie.
Produkcję seryjną samolotów Hawker Typhoon zakończono w listopadzie 1945 roku. Łącznie w latach 1941 – 1945 zbudowano 3330 samolotów tego typu, z czego większość w wytwórni Gloster Aircraft Company.

## Użycie w lotnictwie
Pierwsze samoloty Hawker Typhoon dostarczono do 56 dywizjonu myśliwskiego RAF w okresie lipiec – wrzesień 1941 roku. Następnie otrzymały je inne dywizjony RAF m.in. 609, 266, 195 i 274. Samoloty Hawker Typhoon wykonywały zadania przechwytywania i myśliwsko-bombowe. 
Samoloty Hawker Typhoon Mk IA wprowadzono do dywizjonów myśliwskich w okresie, gdy w Luftwaffe wprowadzono samoloty myśliwskie Focke-Wulf Fw 190A, przeciw którym używane samoloty Supermarine Spitfire Mk V były zbyt wolne. Samoloty Hawker Typhoon Mk IB zastosowano bojowo po raz pierwszy podczas desantu pod Dieppe we Francji w dniu 19 sierpnia 1942 roku.
Na samolotach Hawker Typhoon Mk IB latali także polscy piloci. 10 polskich pilotów walczyło na tych samolotach w brytyjskich dywizjonach myśliwskich 195 i 274. Wykonywali oni przede wszystkim działania myśliwsko-bombowe. 

## Opis konstrukcji
Samolot Hawker Typhoon Mk IB to jednomiejscowy samolot myśliwski i myśliwsko-bombowy w układzie dolnopłata o konstrukcji półskorupowej, całkowicie metalowej. Podwozie klasyczne – chowane w locie. Napęd: 1 silnik w układzie H, 24 cylindry z rozrządem Knighta, śmigło metalowe trójłopatowe (ostatnia seria miała śmigła czterołopatowe).
Samolot uchodził za bardzo trudny w pilotażu. Miał „ostrą” charakterystykę przeciągnięcia, trudno wychodził z korkociągu, miał duże siły na sterach, wymagał dobrego przeszkolenia pilota.